# Едгар Лий Мастърс
Едгар Лий Мастърс (на английски: Edgar Lee Masters) е американски поет, писател, драматург и биограф на прочути личности като Уолт Уитман, Марк Твен, Ейбръхам Линкълн.
Най-известното му произведение е антологията „Спун Ривър“ – стихосбирка, съставена изцяло от епитафии на измислени персонажи.
Автор е на 12 пиеси, 21 стихосбирки, 6 романа и 5 биографии, сред които романа „Брачният полет“ (The Nuptial Flight, 1923) и биографиите „Марк Твен“ (Mark Twain, 1938) и „Линкълн като човек“ (Lincoln, the man, 1931).
По професия е адвокат. Отначало работи в адвокатската кантора на баща си, а след това в Чикаго.
Носител е на редица литературни национални награди, сред които Сребърния медал „Марк Твен“ (1936), медала на Обществото на поетите на САЩ, наградата на Академията на американските поети (1942) и наградата „Шели“ (1944).

## Произведения
Поезия
- A Book of Verses (1898)
- Songs and Sonnets (1910)
- Spoon River Anthology (1915)
- Songs and Satires (1916)
- Fiddler Jones (1916)
- The Great Valley (New York: Macmillan Co., 1916)
- Toward the Gulf (New York: Macmillan Co., 1918)
- Starved Rock (New York: Macmillan Co., 1919)
- Jack Kelso: A Dramatic Poem (1920)
- Domesday Book (New York: Macmillan Co., 1920)
- The Open Sea (New York: Macmillan Co., 1921)
- The New Spoon River (New York: Macmillan Co., 1924)
- Selected Poems (1925)
- Lichee-Nut Poems (American Mercury, Jan. 1925)
- Lee: A Dramatic Poem (1926)
- Godbey: A Dramatic Poem (1931), sequel to Jack Kelso (1920)
- The Serpent in the Wilderness (1933)
- Richmond: A Dramatic Poem (1934)
- Invisible Landscapes (1935)
- Poems of People (1936)
- The Golden Fleece of California (1936) (poetic narrative)
- The New World (1937)
- More People (1939)
- Illinois Poems (1941)
- Along the Illinois (1942)
- Silence (1946)
- George Gray
- Many Soldiers
- The Unknown

Биографии
- Children of the Market Place: A Fictitious Autobiography (New York: Macmillan Co., 1922). За живота на Стивън Дъглас.
- Levy Mayer and the New Industrial Era (New Haven: Yale University Press, 1927). За чикагския адвокат Леви Майър (1858–1922).
- Lincoln: The Man (1931)
- Vachel Lindsay: A Poet in America (1935)
- Across Spoon River: An Autobiography (memoir) (1936)
- Whitman (1937)
- Mark Twain: A Portrait (1938)

Драматургия
- The Blood of the Prophets (1905)
- Althea (1907)
- The Trifler (1908)
- Gettysburg, Manila, Acoma: Three Plays (1930)

Романи
- Mitch Miller (novel) (1920)
- Skeeters Kirby (novel) (1923)
- The Nuptial Flight (novel) (1923)
- Kit O'Brien (novel) (1927)
- The Tide of Time (novel) (1937)

Есета
- The New Star Chamber and Other Essays (1904)

На български
- Спун Ривър. Епитафии. София: Народна култура, 1986, 200 с.